# Ernst-Willner-Preis
Der Ernst-Willner-Preis war ein Literaturpreis, der bis 2014 neben dem Ingeborg-Bachmann-Preis jährlich im Frühsommer auf dem Live-Wettbewerb Tage der deutschsprachigen Literatur in Klagenfurt verliehen wurde. Bis 2013 wurde er von zahlreichen deutschsprachigen Buchverlagen gestiftet. 2014 wurde das Preisgeld vollständig von der Klagenfurter Buchhandlung Heyn aufgebracht und der Preis in „Mr. Heyn’s Ernst-Willner-Preis“ umbenannt.

## Beschreibung
Dieser Sonderpreis des Klagenfurter Wettbewerbs bot den Verlagen aus dem deutschen Sprachraum, die ihn gestiftet haben, eine eigene Public-Relations-Plattform. Er war bis 2011 mit 7.000 Euro dotiert und ist seit 2012 mit 5.000 Euro dotiert.

## Geschichte
Die Auszeichnung wurde gestiftet zur Erinnerung an Ernst Willner, einen der Mitbegründer der Veranstaltung, die seit 1977 alljährlich stattfindet. Er war Intendant des ORF-Landesstudios Kärnten.

## Preisträger
- 1983: Bodo Morshäuser
- 1984: Helen Meier
- 1986: Arnulf Ploder
- 1987: Irina Liebmann
- 1988: Michael Wildenhain
- 1989: Sabine Peters
- 1990: Ludwig Roman Fleischer
- 1991: Marcel Beyer
- 1992: Ulrich Holbein
- 1993: Sandra Kellein
- 1994: Stefanie Menzinger
- 1995: Ingo Schulze
- 1996: Felicitas Hoppe
- 1997: Bettina Galvagni
- 1998: John von Düffel
- 1999: Thor Kunkel
- 2000: Andreas Maier
- 2001: Antje Rávic Strubel
- 2002: Mirko Bonné
- 2003: Ulla Lenze
- 2004: Simona Sabato
- 2005: Natalie Balkow
- 2006: Angelika Overath
- 2007: Jan Böttcher
- 2008: Clemens J. Setz
- 2009: Katharina Born
- 2010: Aleks Scholz
- 2011: Leif Randt
- 2012: Inger-Maria Mahlke[2]
- 2013: Heinz Helle
- 2014: Katharina Gericke[3]